# Call of Duty: Strike Team
Call of Duty: Strike Team — мобильная игра в жанре шутера от первого лица с возможностями тактического шутера, выпущенная для iOS 5 сентября 2013 года и Android 24 октября 2013 года. Является составляющей вселенной Call of Duty.
События начинаются незадолго до начала основных событий Call of Duty: Black Ops II. В игре есть как одиночный, так и многопользовательский режимы. Одиночный режим игры содержит в себе кампанию и выживание.
При одиночном прохождении игра позволяет переключаться между членами своей команды. В некоторых ситуациях игра позволяет переключаться в тактический режим, позволяющий управлять действиями команды со стороны (с летающего сверху дрона).

## Мультиплеер
В многопользовательской игре будет доступна игра до 8 человек одновременно на одной из 6 карт для мультиплеера. Карты для игры представляют собой небольшие закрытые пространства. Режимы, доступные в многопользовательской игре: TDM, Kill Confirmed, Drop Zone, Team Tactical (все режимы: TDM, Kill Confirmed и Drop Zone) и Free-for-All.

## Отзывы и критика
| Сводный рейтинг    | Сводный рейтинг |
| Агрегатор          | Оценка          |
| ------------------ | --------------- |
| GameRankings       | 71,18 %         |
| Metacritic         | 71/100          |
| Иноязычные издания |                 |
| Издание            | Оценка          |
| Game Informer      | 5/10            |
| IGN                | 6/10            |

Игра получила в целом положительные отзывы от игровых изданий. Средний балл на агрегаторе оценок Metacritic составляет 71 балл из 100 возможных. Портал IGN поставил игре 6 баллов из 10.